# Florian Dudaș

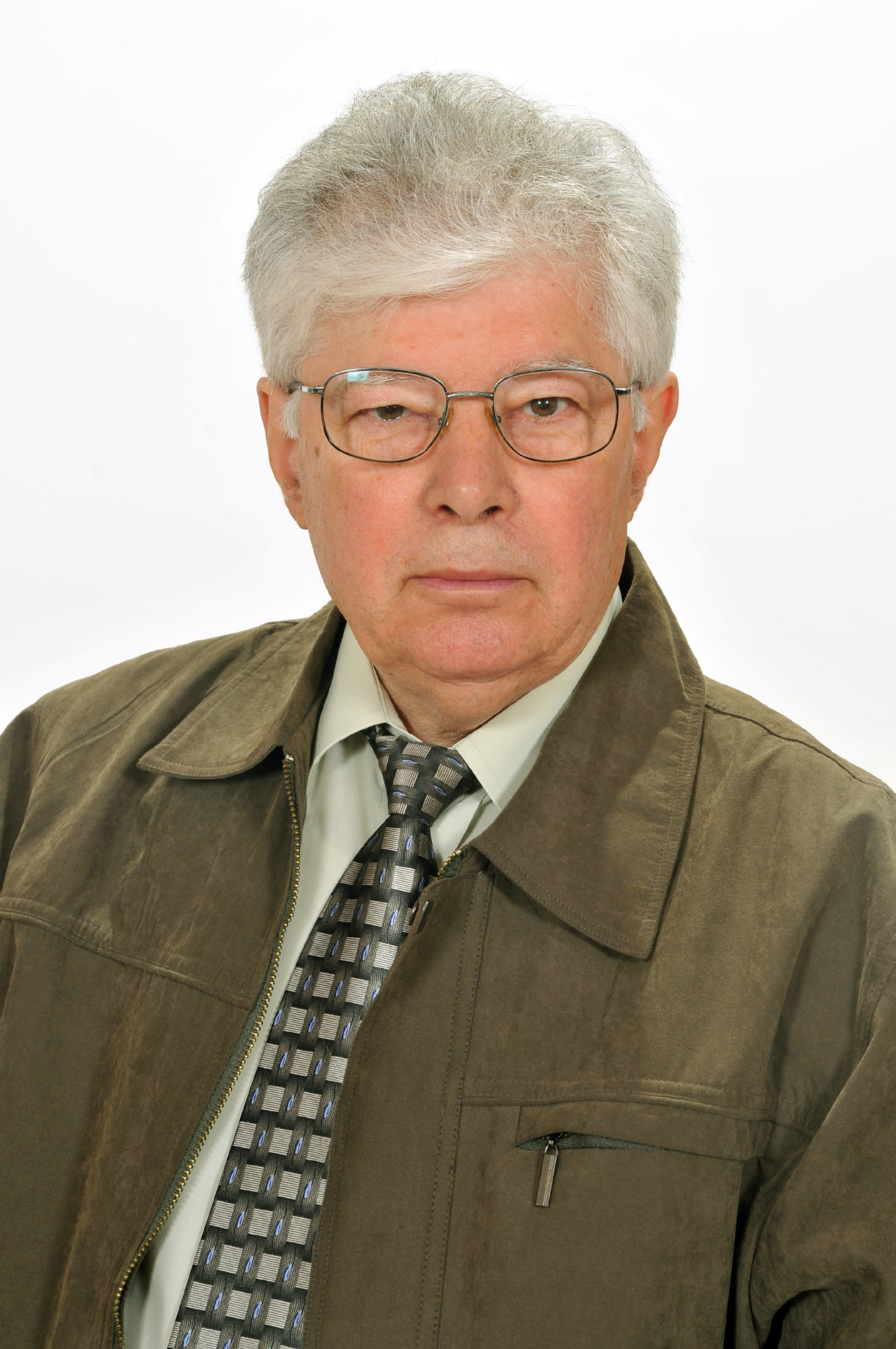
Florian Dudaș în 2016

Florian Dudaș (n. 19 martie 1947, Tăgădău, județul Arad) este un istoric și bibliolog român.

## Biografie
S-a născut într-o familie de țărani, în satul Tăgădău, comuna Beliu, județul Arad, fiind fiul lui Florian Dudaș și al soției sale Florica (născ. Mihoc). A urmat școala primară în Tăgădău și Beliu, studiile gimnaziale la Liceul "Samuil Vulcan" din Beiuș, iar cele universitare la Oradea și Cluj-Napoca.
După terminarea studiilor, a lucrat în învățământ, ca profesor (1968 - 1976), perioadă în care, alături de activitatea didactică, s-a ocupat cu cercetarea arheologică a Țării Zărandului, ce a constituit tema lucrării de licență, susținută sub îndrumarea prof. univ. Hadrian Daicoviciu. În anul 1975 a obținut prin concurs postul de muzeograf pentru Patrimonul Cultural din cadrul Muzeului Țării Crișurilor din Oradea, iar apoi de cercetător științific principal și expert al Patrimoniului Cultural Național pentru carte rară, axându-și activitatea pe evidența patrimoniului de carte rară, cercetarea culturii românești scrise și lupta românilor din Transilvania pentru apărarea ființei naționale și unitatea Neamului. În anul 1990 a fondat la Oradea revista de cultură ”Lumina” și Editura Lumina.

## Activitatea publicistică
Florian Dudaș a debutat publicistic în anul 1967 în periodicul "Crișana" de la Oradea, colaborând ulterior cu articole și recenzii în ziarul "Flacăra" (Arad), revista Uniunii Scriitorilor "Orizont " (Timișoara), revista "Familia" (Oradea), revista "Albina"(București), "Revista Muzeelor" (București), cu articole și studii în revistele mitropoliilor ortodoxe române de la Timișoara, Iași și București, precum și în anuarele unor muzee din țară. Ca istoric al Transilvaniei, a publicat între anii 1977 și 2021 peste 30 de cărți, dedicate valorificării moștenirii culturale (1-12) mai cu seamă circulației culturii românești vechi, începând din Evul Mediu până în Epoca Luminilor (13-20) și luptei poporului român din Transilvania pentru afirmarea ființei naționale și apărarea pământului strămoșesc (21-26).
Opera istorică a lui Florian Dudaș (1-26), începând cu perioada voievodatelor și sfârșind cu anii celui de-al Doilea Război Mondial, afirmă permanențele Istoriei Neamului și, deopotrivă, susține ființa românească a Transilvaniei.

## Opera
- Carte veche românească în Bihor. Sec. XVI-XVII, Oradea, 1977, 205 p.+45 ilustrații
- Vechile tipărituri românești din bisericile Bihorului, Oradea, 1979, 220 p.+45 ilustrații
- Cazania lui Varlaam în Vestul Transilvaniei, Timișoara, 1979, 266 p.+ 61 ilustrații
- Zărandul. Chipuri și fapte din trecut, București, 1981, 167 p.
- Cazania lui Varlaam în Transilvania, Cluj-Napoca, 1983, 505 p.+77 ilustrații
- Răscoala lui Horea în tradiția poporului, București, 1984, 292 p.
- Manuscrisele românești din bisericile Bihorului. I-II, Oradea, 1985-1986,271+368 p.
- Manuscrisele românești medievale din Crișana, Timișoara, 1986, 200 p.
- Vechi cărți românești călătoare, București, 1987, 240 p.
- Avram Iancu în tradiția poporului român, Timișoara, 1989, 332 p.
- Memoria vechilor cărți românești, Oradea, 1990, 410+54 ilustrații
- Teroare în Maramureș, Oradea, 1991, (ed. II, 1997),78 p.
- Însemnări pe bătrâne cărți de cult, București, 1992, 207 p.
- Avram Iancu, Eroul Românilor, Oradea,1993, 144 p.
- Vasile Sturze Moldoveanul, peregrinul transilvan, Oradea, 1993, 175 p.
- Românii din Oradea în Epoca Luminilor, Oradea, 1996, 239 p.
- Misterioasa miniatură “Madona română” din Biblioteca Vaticanului, Oradea, 1997
- Avram Iancu în tradiția românilor, Timișoara, 1998, 360 p.
- Catastrofe naturale în Transilvania. În lumina însemnărilor pe vechile cărți românești, Oradea, 1999, 176 p.
- Curtea voievodală a domnitorilor români peregrini în secolul XVII în Crișana, Oradea, 2001, 103 p.
- Pictorul David din Curtea de Argeș. Peregrinul transilvan, Oradea, 2002, 125 p.
- Cărturari și artiști din Muntenia și Moldova peregrini în Crișana(Sec. XVI-XVIII), Timișoara, 2003, 263 p.
- Vechea Catedrală Ortodoxă a Bihorului. Biserica din Velența(Veneția) Orăzii, Oradea, 2004, 287 (în colab.)
- Urme din trecutul Transilvaniei. I, Timișoara, 2004, 270 p.
- Vămile Destinului. Scrisori de la Lucreția Suciu, Oradea, 2004, 263 p.
- Odoarele vechii Catedrale Ortodoxe a Bihorului. Cea mai veche bibliotecă românească din Oradea, Oradea, 2005, 157 p.+ 20 ilustrații
- Cazania lui Varlaam în Transilvania. Studiu istoric și bibliologic, Timișoara, 2005, 340 p.
- Gravurile românești vechi de la Muncelu Mare (Hunedoara), Oradea, 2005, 113 p.
- Corpus-ul: Vechile tipărituri românești din Țara Bihorului (1536-1830), I-II, Timișoara, 2007, 500+556 p.
- Corpus-ul: Vechile manuscrise românești din Țara Bihorului (Sec. XVI-XIX), I-II, Oradea, 2008, 388+417 p.
- Epistola lui Petrache Lupu de la Maglavit cãtre Petru Groza, Prim-ministrul României, Oradea, 2010
- Biblioteca lui Goga, Oradea, 2011
- Contribuții bibliologice privind opera principelui Dimitrie Cantemir, Oradea, 2012, 129 pagini
- Ediția princeps a cărții lui Dimitrie Cantemir, Descrierea Moldovei. Beschreibung der Moldau, Hamburg, 1769-1770. Studiu bibliologic și ediție anastatică, Oradea, 2013, 230 pagini
- Prefectul-General Avram Iancu și Legiunea "Auraria Gemina"
- Studiu istoric și Corpus documentar, Oradea, 2016, 501 pagini și 35 ilustrații
- Contribuții la Bibliologia românească, Oradea, 2017, 416 pagini cu ilustrații
- Albumul Istoric Vasile Goldiș 1918. Un fascinant document al Marii Uniri, Oradea, 2018, 70 p. cu ilustrații
- Memorialul cărților mele, Oradea, 2020, 342p., cu ilustrații
- Frontul Plugarilor. Corespondența omului politic Petru Groza cu ziaristul elvețian E. W. Bruppacher (1933-1939), Oradea, 2021, 355 p., cu ilustrații.
- Mărturii și documente rămase de la Octavian și Veturia Goga, Oradea, 2023
- Avram Iancu după Războiul Național, Oradea, 2024